# Исаченко, Владимир Григорьевич
Влади́мир Григо́рьевич Иса́ченко (бел. Уладзі́мір Рыго́равіч Іса́чанка; 15 или 16 мая 1925, Гомель, БССР, СССР — 30 октября 2011, Минск, Беларусь) — советский и белорусский архитектор. Заслуженный архитектор Республики Беларусь (1998). Член Союза архитекторов СССР (1967), Белорусского союза архитекторов.

## Биография
Участник Великой Отечественной войны, в 1941 году добровольцем ушёл в сапёрный батальон. В 1941—1942 годах рабочий колхоза «Нижние Серги» Свердловской области. В 1943—1950 годах рядовой, старший сержант в составе 4-й, 6-й и 10-й инженерно-саперных бригад Советской Армии. В 1950—1951 годах инспектор квартирно-эксплуатационного управления Краснознаменного Белорусского военного округа. Член КПСС с 1947 года.
С 1951 года трудился старшим архитектором, а впоследствии главным архитектором Военпроекта № 92 ЧБВА. Окончил в 1958 году Белорусский государственный политехнический институт (БПИ).
Член Союза архитекторов СССР с 1967 года. В 1967—1974 годах начальник управления по строительству и архитектуре Гродненского облисполкома — главный архитектор области. Во многом благодаря его инициативе был сохранён исторический центр Гродно, в котором по генплану 1963 года предусматривался снос старой застройки.
В 1974—2010 годах работал в Белниипградостроительстве: главный специалист по архитектуре, и. о. заместителя директора по архитектуре, главный архитектор проектов.

## Творчество
Основные работы: административное здание на центральной площади Борисова (1954—1957), Дома офицеров в Лиде (1954—1956), Барановичах (1958—1960), Минске (Уручье; 1968; повторено в Тбилисском и Свердловском военных округах), Мозыре (1966—1969), Гродно (1967—1974), легкоатлетический манеж в Уручье (1976, в соавторстве), профилакторий в Новополоцке (1982), Дворец культуры в Лиде (1979—1994)[2][3], легкоатлетический манеж Минск-Восточный (1967—1976; повторен в Саратове и Липецке); профилакторий-санаторий в Новополоцке (1978—1980; повторен в Гродно и под Минском (1995—1997)); туристская база БВА в Ждановичах (1967—1970).
Генеральные и детальные планы городов Лида (1991—1993), Ошмяны (1990—1991), Желудок (1990), Рось (1991—1992), Винница (1991—1992), Козловщина (1992), Свислочь (1992—1994), Островец—Гудогай (1993), Порозово (1994), Березовка (1993—1995), Радунь (1994), Вороново (1995), Красносельский (1995), Щучин (1996), Краснополье (1996), Слоним (1997), туров (1998), Чериков (2000), Славгород (2002), Гродно (2003), Августовский канал (2004). Детальные планы городов Лида-юго-восток (1973), Лида-Север, I этап (1995), Слоним-Северо-Запад (1997), Рось (1992), Жлобин-Север (1992), Жлобин-Лебедевка (1993), Жлобин—Днепровский (1997), Жлобин—Центральная площадь (1993), Жлобин — Привокзальная площадь (2000), Гродно-Девятовка (2004), Гродно-исторический центр (2005).
Участвовал в разработке прогнозов территориального развития девяти городов (1992), схем территориальной организации: Свитязянского заказника (2002), Августовского канала (территориальная организация и инвестиционные проекты 2004, проект охранных зон, 2005), Гродненского района (2006), Гродненской области (2008), приграничной зоны «Три пущи» (2006).
Автор свыше 50 публикаций и научных работ, связанных с разработкой строительных норм и правил, положений и рекомендаций, экспертизой законодательных и нормативных документов, в том числе «рекомендации по разработке проектов районной планировки административных районов» (минский филиал Цниипградостроительства, 1975); «рекомендации по планировке районов индивидуальной застройки в городах и городских поселках (ОП 10-83» (Белниипградостроительство, 1983); инструкция «о порядке планировки, застройки и благоустройства районов индивидуального жилищного строительства в городах и поселках городского типа Белорусской ССР. РКН-46-80» (Госстрой БССР, 1984, 1990); проект «Закона об архитектуре и градостроительстве в Республике Беларусь» (комиссия Верховного Совета РБ, 1990—1992), «Программа территориальной организации приграничных зон Республики Беларусь и Республики Польша» (1994-96). Внедрение новой технологии разработки регионального плана Гродненской области на основе цифровых карт (2001).

## Награды
Награждён орденами Трудового Красного Знамени (1971), Отечественной войны II ст. (1985); грамотами Верховного Совета БССР (1949, 1980), 16-ю медалями. Заслуженный архитектор Республики Беларусь (1998).

## Семья
Жена, дочь Лада Владимировна Исаченко.